# Gretchen Klotz
Gretchen Klotz o Gretchen Dutschke Klotz (nacida en 1942 en Oak Park cerca de Chicago) es una activista estudiantil estadounidense. Fue conocida por ser la esposa del fallecido líder de estudiantes alemán Rudi Dutschke.

## Vida
Criada en Estados Unidos, primero fue a la Universidad Wheaton de Illinois, donde cursó asignaturas de filosofía y teología. Durante una visita a Berlín en el verano de 1964 conoció a Rudi Dutschke y le propuso mantener una relación abierta mediante cartas durante su estancia transitoria en EE. UU.: Quería apoyar su labor política y no coartarle. En marzo de 1965 él accedió; posteriormente ella se mudó a Alemania y comenzó la carrera de Teología en Hamburgo.
Pronto ambos decidieron vivir juntos, lo que fue rechazado por los amigos de Dutschke (biografía p. 81):
- - [...] Las relaciones intensas, incluso los matrimonios eran mal vistos por los amigos de Rudi. Las mujeres eran consideradas como un accesorio que podía dejarse de lado a voluntad.

Sin embargo, se mudaron en diciembre de 1965 a Berlín, a un apartamento donde vivían juntos y tenían previsto casarse (Ibíd. p. 82):
- - [...] Y eso trajo el dinero, porque el Senado en ese tiempo pagaba 3000 marcos a cada pareja que se casaba en Berlín Occidental.

## Estudios teológicos
En la Universidad Libre, continuó sus estudios en teología con el profesor Helmut Gollwitzer.
Klotz trató de implementar una asociación por la igualdad de derechos de hombres y mujeres. En la primavera de 1966 se casó con Rudi Dutschke, y tuvo con él en el curso de su relación a tres hijos (Polly-Nicole, , Hosea Che y Rudi Marek, que nació después de la muerte de su padre). Ella fue una de las primeras asociadas al movimiento estudiantil de izquierda Liga Socialista Alemana de Estudiantes, que hizo campaña por los intereses de las mujeres.
Así pues, ella tomó un papel activo en las actividades políticas del movimiento estudiantil de Berlín Occidental. Después del asesinato de su marido, en 1979 se trasladó de nuevo a los EE. UU., donde ahora vive en Waltham, Massachusetts.

## Biografía de Rudi Dutschke
Klotz ha escrito la biografía más detallada hasta ahora de Rudi Dutschke, con detalles tanto sobre sus asuntos privados como sobre su desarrollo político y personal. Contiene mucha información de la que antes poco o nada se sabía acerca de la relación positiva de Dutschke con la unidad alemana, o su utopía de una república soviética de Berlín similar a la Comuna de París.
También ha publicado en 2003 los diarios de Dutschke, que escribió desde 1963 hasta su muerte en 1979. En el epílogo trata de interpretaciones diferentes de la política de hoy en día, aparte de su marido. En particular, la apropiación nacionalista por antiguos compañeros como Bernd Rabehl encuentra una vigorosa oposición.
Sobre la base de, entre otras cosas, los diarios de Dutschke y los libros de Gretchen Klotz, en 2009 se hizo el documental y largometraje combinado Dutschke, en la que también apareció o fue representada por Emily Cox.